# Go-Horikawa
Pour les articles homonymes, voir Horikawa (homonymie).
L'empereur Go-Horikawa (後堀河天皇, Go-Horikawa Tennō, 22 mars 1212 – 31 août 1234) est le 86e empereur du Japon, selon l'ordre traditionnel de la succession, et règne du 29 juillet 1221 au 26 octobre 1232.

## Généalogie
Son nom personnel est Yutahito (茂仁). Son nom posthume lui a été donné en mémoire de celui de l'empereur Horikawa (on peut traduire le préfixe Go-, 後, par « postérieur », ce qui donne donc « Empereur Horikawa postérieur ».)
Impératrices et Consorts :
- Fujiwara no Yushi, °1207 †1286 ; fille de Fujiwara (Sanjo) no Kinfusa ; impératrice en 1222; titrée Ankimon In en 1227 ; nonne en 1246
- Fujiwara no Chōshi, °1218 †1275 ; fille de Fujiwara (Konoe) no Iezane; impératrice en 1227 ; titrée Takatsukasa In en 1229
- Fujiwara no Shunshi, °1209 †1233 ; fille de Fujiwara (Kujo) no Michie et d'une fille de Fujiwara (Saionji) ; impératrice en 1229 ; titrée Sohekimon In ; dont 2 enfants :
  - Prince Mitsuhito, °1231 †1242 (empereur Shijō)
  - Quatrième fille : Princesse °1232
- Fille de Fujiwara (Jymio-in) Ieyuki ; dame d'honneur ; dont 2 filles :
  - Première fille : Princesse
  - Seconde fille : Princesse
- Fille de Fujiwara Kaneyoshi ; dame d'honneur ; dont une fille :
  - Troisième fille : Princesse Taishi, °1231 †1301 ; nyogo de l'empereur Go Saga ; titrée Shinsemmon In en 1256
- Fujiwara Mimbukyono no Suke, °1195 ; fille de Fujiwara no Teika ; dame d'honneur ; nonne en 1233

## Biographie
En 1221, après la révolte de Jōkyū, une tentative infructueuse de l'ancien empereur Go-Toba pour prendre le pouvoir, le shogunat de Kamakura fait complètement exclure sa descendance de la succession au trône du chrysanthème, forçant ainsi l'empereur Chūkyō à abdiquer. C'est donc Yutahito, petit-fils de l'empereur Takakura, qui monte sur le trône en tant qu'empereur Go-Horikawa.
- Jōō 1, le 1er mois (1222) : L'empereur prend la robe virile[1].
- Gennin 1, le 2e mois (1224) : Un vaisseau coréen est jeté sur la côte de la province d'Echigo ; toute la cargaison qui est avariée est transportée à Kamakura[2].
- Gennin 1, le 13e jour du 3e mois (1224) : Hōjō Yoshitoki meurt à l'âge de 62 ans, selon les uns, d'une attaque d'apoplexie ; selon d'autres, il fut tué par un de ses gens. Pendant vingt ans, il avait été premier ministre du shogun (shikken) ; c'est-à-dire depuis la 2e année du nengō genkyū. Dès que Hōjō Yasutoki et Hōjō Tokifusa apprirent sa mort, ils partirent de Heian-kyo pour Kamakura[1].

Le nouvel empereur étant alors seulement âgé de neuf ans, son père, le prince impérial Morisada (????), assume le rôle d'empereur retiré, sous le nom de Go-Takakura-in (????).
En 1232, Go-Horikawa devient lui-même empereur retiré en abdiquant en faveur de son fils âgé d'un an, l'empereur Shijō. Cependant, en raison de sa faible constitution, il meurt deux ans plus tard.

## Èresde son règne
- Ère Jōkyū
- Ère Jōō
- Ère Gennin
- Ère Karoku
- Ère Antei
- Ère Kangi
- Ère Jōei